# Psychopathy Red
Psychopathy Red — первый сингл американской трэш-метал-группы Slayer с альбома World Painted Blood, выпущенный 18 апреля 2009 года. Композиция рассказывает о серийном убийце Андрее Чикатило.

## Список композиций
1. Psychopathy Red (String Tribute Players) 2:47
2. Psychopathy Red (Explicit) 2:26

## Участники записи

### Участники группы
- Том Арайа — Вокал и бас-гитара
- Джефф Ханнеман — гитара
- Керри Кинг — гитара
- Дэйв Ломбардо — ударные

### Продюсеры
- Грег Фидельман — Продюсер
- Рик Рубин — Эксклюзивный продюсер